# Tipula (Papuatipula) wibleae
Tipula (Papuatipula) wibleae is een tweevleugelige uit de familie langpootmuggen (Tipulidae). De soort komt voor in het Australaziatisch gebied.